# Sifilis
Sifilisul este o infecție cu transmitere sexuală cauzată de bacteria spirochetă Treponema pallidum subspecia pallidum. Calea principală de transmitere este contactul sexual, dar se poate transmite și de la mamă la făt în timpul sarcinii sau al nașterii, rezultând sifilisul congenital. Printre bolile umane cauzate de  Treponema pallidum se numără și framboesia (provocată de subspecia pertenue), pinta(provocată de subspecia carateum) și bejel (provocată de subspecia endemicum).
Simptomele diferă în funcție de cele patru stadii ale sifilisului (primar, secundar, latent și terțiar). În stadiul primar se prezintă, în general, o singură ulcerație (o zonă a pielii fermă, nedureroasă, fără mâncărimi), sifilisul secundar prezintă o erupție difuză ce implică frecvent palmele mâinilor și tălpile picioarelor, sifilisul latent prezintă foarte puține simptome sau nici unul, iar sifilisul terțiar cu gome, simptome neurologice sau cardiace. Sifilisul mai este numit și „marele imitator” din cauza prezenței simptomatice atipice. Depistarea bolii se face, de obicei, printr-un test serologic, dar bacteriile pot fi văzute și la microscop. Sifilisul poate fi tratat eficient cu antibiotice, metoda preferată fiind administrarea intramusculară de penicilină G (administrată intravenos în cazul neurosifilisului) sau ceftriaxonă, iar bolnavilor cu alergie acută la penicilină li se administrează doxiciclină sau azitromicină pe cale orală.
În 1999 au contractat sifilis circa 12 milioane de oameni în toată lumea, peste 90% dintre cazuri fiind înregistrate în țările în curs de dezvoltare. După o scădere dramatică a numărului de cazuri datorită disponibilității penicilinei în anii ’40, odată cu începutul noului mileniu ratele infecției au crescut în multe țări, infecția fiind frecvent asociată cu virusul imunodeficienței umane (HIV). Acest fapt este în parte atribuit practicilor sexuale nesigure în rândul bărbaților ce întrețin relații intime cu bărbați, promiscuității sporite, prostituției și tendinței de utilizare din ce în ce mai scăzută a mijloacelor de protecție de barieră.

## Origine și etimologie
Originea sifilisului este contestată. Sifilisul a fost prezent în cele două Americi înainte de contactul nativilor cu europenii și este posibil ca boala să fi fost transportată din America în Europa de către membrii echipajului care se întorceau din călătoria lui Cristofor Columb; o altă ipoteză este cea potrivit căreia sifilisul exista în Europa anterior, dar fost nerecunoscut până la scurt timp după întoarcerea lui Columb. Ipoteza care susține originea americană a bolii este cea mai sprijinită de savanți.
Primul focar documentat de sifilis din Europa a avut loc în 1494-1495 la Napoli, Italia, în timpul invaziei franceze din Războaiele Italiene. La acea vreme se presupunea că boala fusese răspândită de trupele franceze, motiv pentru care boala a fost cunoscută mai întâi sub denumirea de boală franțuzească, de la care vine cuvântul franț.

## Simptome
Sifilisul evoluează în patru stadii diferite: primar, secundar, latent și terțiar, la care se adaugă și tipul congenital. Sir William Osler a supranumit boala „marele imitator” din cauza formelor diverse în care se prezintă.

### Sifilisul primar

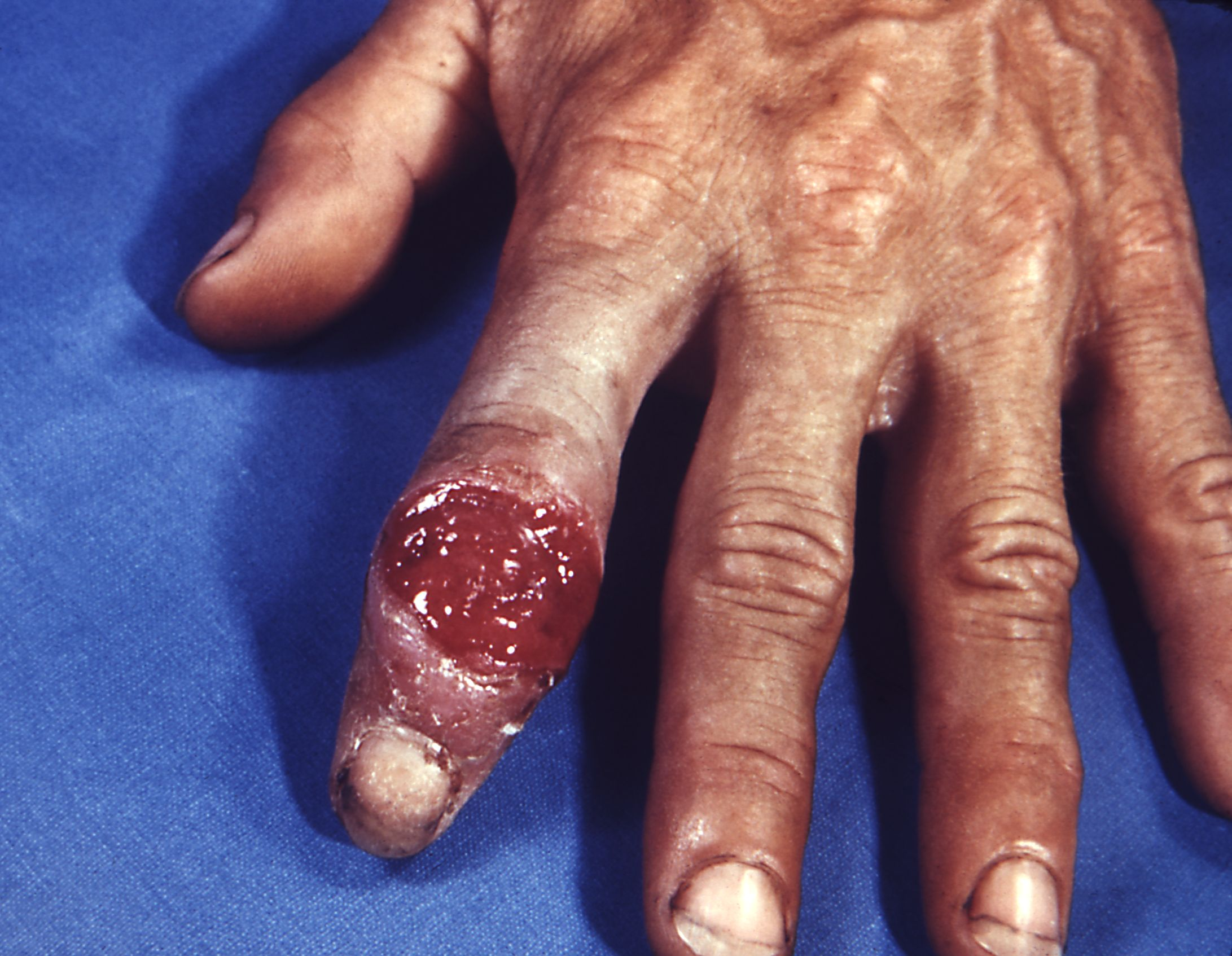
Șancru primar sifilitic pe mână

Sifilisul primar se transmite de obicei prin contact sexual direct cu leziunile unei persoane infectate. În termen de circa 3-90 de zile după expunerea inițială (în medie 21  de zile) în punctul de contact apare o leziune a pielii numită șancru. Aceasta este de obicei (în 40% din cazuri) o ulcerație unică, fermă, nedureroasă, fără mâncărimi, cu o suprafață curată și contur regulat, cu diametrul de între 0,3 și 3,0 cm. Leziunea poate avea aproape orice formă. În forma clasică aceasta evoluează de la maculă la papulă ajungând în final la stadiul de eroziune sau ulcer. Se pot observa și leziuni multiple (în circa 40% din cazuri), prezente de obicei în cazurile de infectare concomitentă cu HIV. Leziunile pot fi dureroase sau sensibile (30%), și pot fi localizate în afara organelor genitale (2–7%). La femei cel mai adesea apar în zona cervixului (44%), la bărbații heterosexuali în zona penisului (99%), și frecvent în zona anală și rectală  la bărbații care întrețin relații intime cu bărbați (34%). Ganglionii limfatici din zona infectată se măresc  (în 80% din cazuri) după 7-10 zile de la formarea șancrului. Fără tratament, leziunea poate persista timp de 3-7 săptămâni.

### Sifilisul secundar

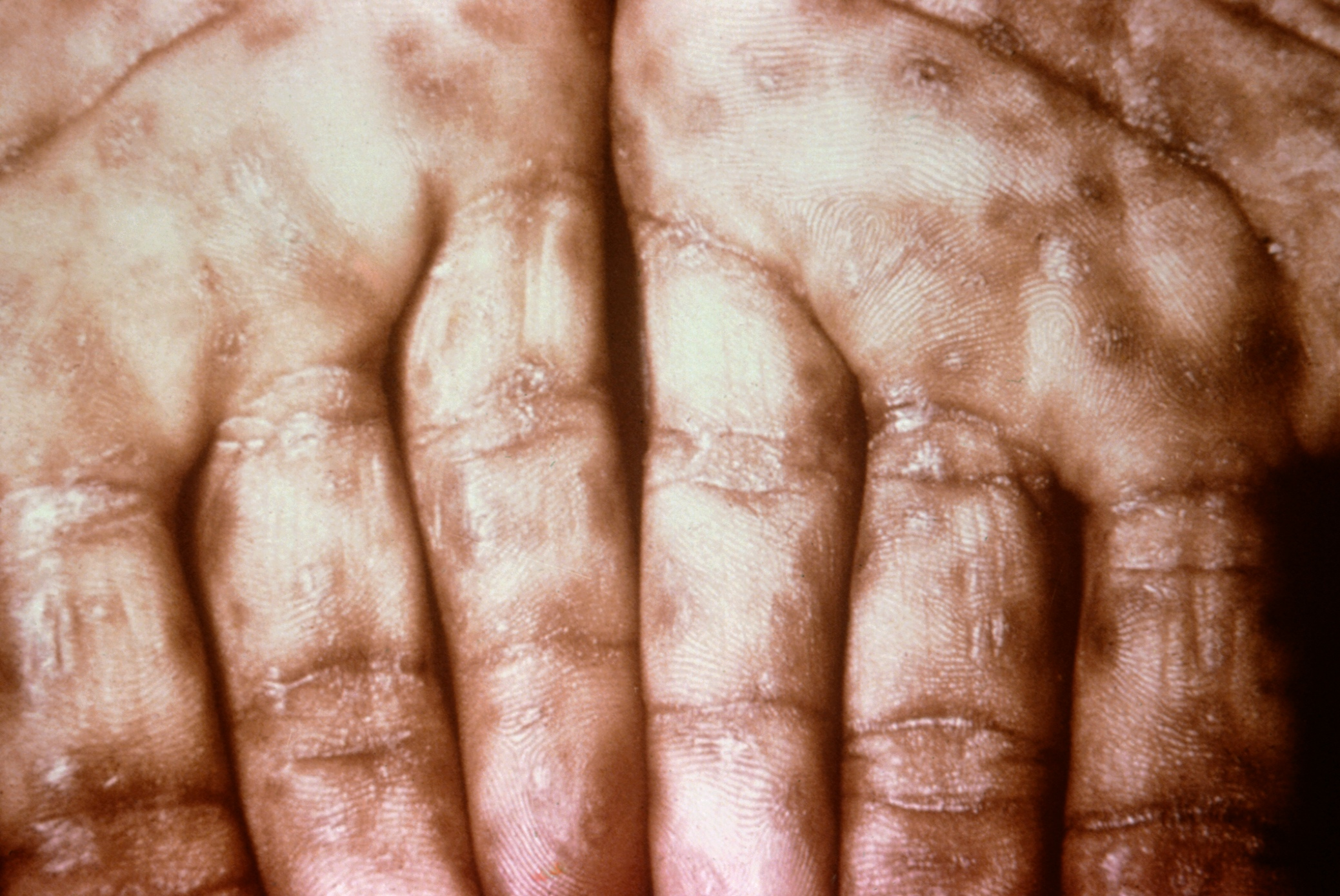
Exemplu tipic de manifestare a sifilisului secundar cu iritația palmelor

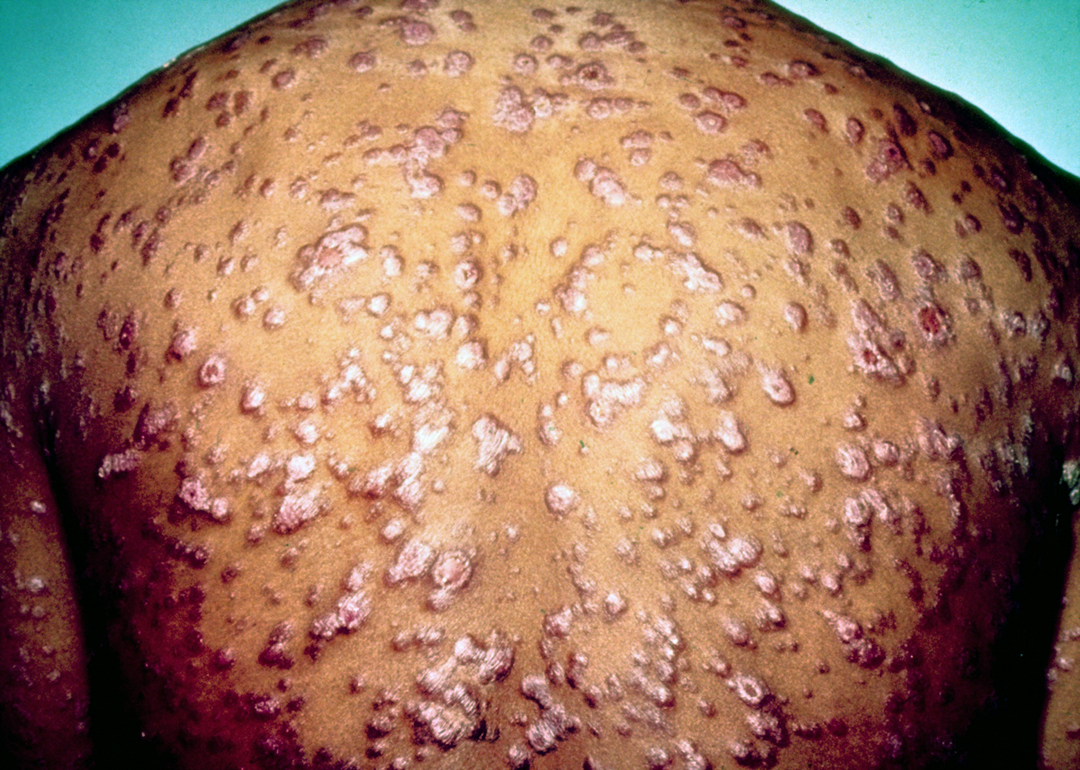
Papule și noduli roșiatici care acoperă cea mai mare parte a corpului, caracteristici ale sifilisului secundar

Sifilisul secundar apare la circa 4-10 săptămâni după infecția primară. În timp ce stadiul secundar este renumit pentru manifestările sale diferite, cele mai comune simptome implică manifestări cutanate, ale membranelor mucoase, și ale ganglionilor limfatici. Pot apărea iritații amplasate simetric de culoare roz-roșiatică, fără mâncărimi, pe trunchi și extremități, inclusiv pe palme și pe tălpi. Iritația poate deveni maculopapulară sau pustulară. Pe membranele mucoase se pot forma leziuni plate, lărgite, albicioase, asemănătoare negilor, cunoscute drept condiloame. Toate aceste leziuni găzduiesc bacterii și sunt infecțioase. Printre alte simptome se numără febra, dureri în gât, indispoziție, pierdere în greutate, căderea părului și dureri de cap. Printre manifestările rare se numărăhepatita, boli de rinichi, artrita, periostita, nevrita optică, uveita și keratita interstițială. Simptomele acute dispar de obicei după 3-7 săptămâni; totuși, la circa 25% dintre bolnavi simptomele sifilisului secundar pot reveni. Multe persoane care prezintă simptomele tipului secundar de sifilis (40–85% femei, 20–65% bărbați) nu raportează apariția prealabilă a șancrului caracteristic sifilisului primar.

### Sifilisul latent
Sifilisul latent este definit ca prezența dovezilor serologice de infecție fără simptomele bolii. În Statele Unite este clasificat în stadiul precoce (până la 1 an după sifilisul secundar) și stadiul tardiv (peste 1 an după sifilisul secundar). În Marea Britanie, distincția între sifilisul latent precoce și cel tardiv se face după o perioadă de doi ani. Simptomele sifilisului latent precoce pot reveni. Sifilisul latent tardiv este asimptomatic și nu este la fel de contagios ca în perioada precoce.

### Sifilisul terțiar

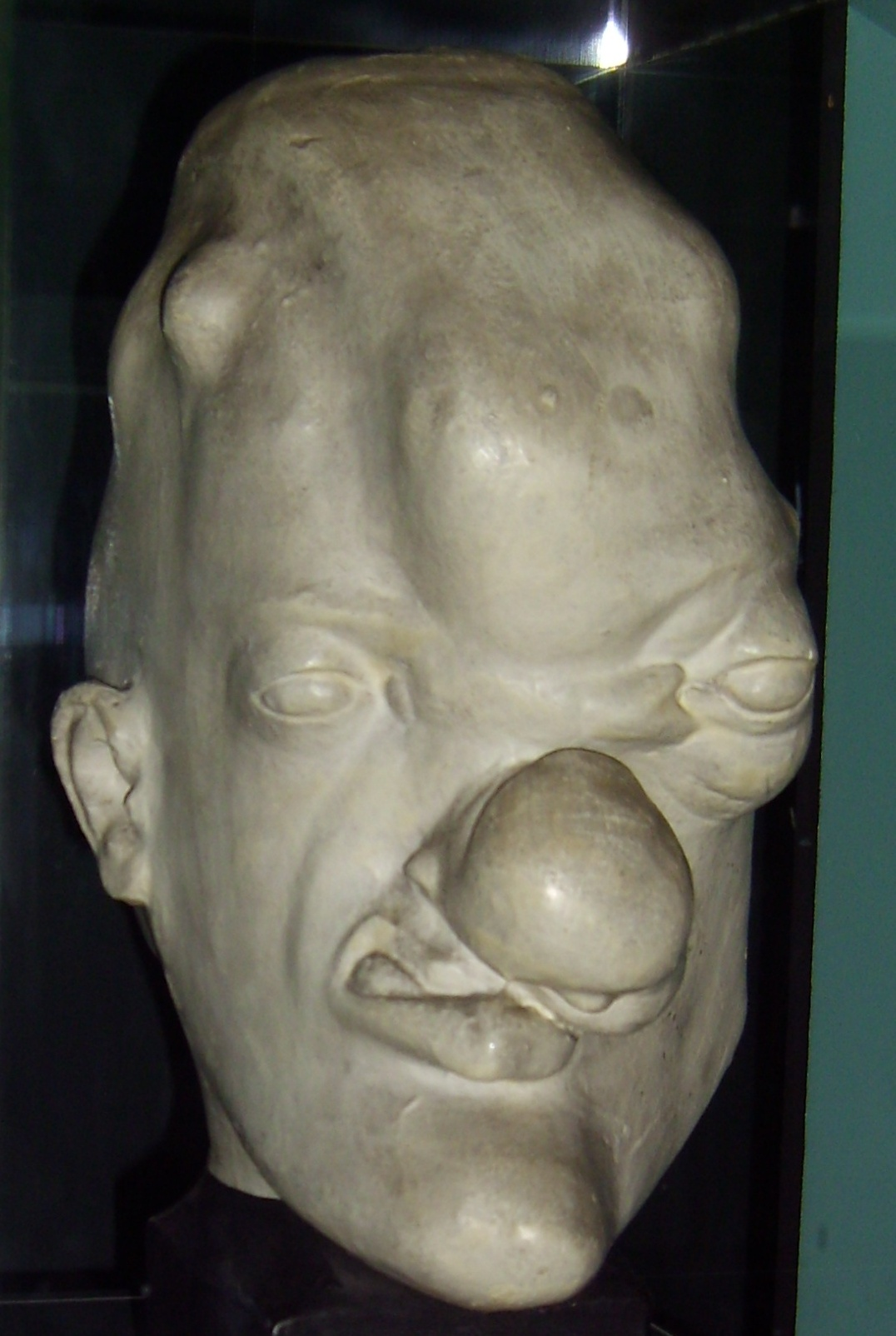
Pacient cu sifilis terțiar (gomatos). Bust din Musée de l'Homme, Paris.

Sifilisul terțiar apare la circa 3-15 ani după infecția inițială si poate avea trei forme diferite: sifilis gomatos (15%), neurosifilis tardiv (6,5%) și sifilis cardiovascular (10%). Fără tratament, o treime din persoanele infectate ajung la stadiul terțiar. În acest stadiu boala nu este infecțioasă.
Sifilisul gomatos sau sifilisul benign tardiv apare de obicei la 1-46 ani după infecția inițială, cu o medie de 15 ani. Această etapă este caracterizată prin formarea unor gome care arată ca niște umflături moi, cu aspect de tumoare, de diverse mărimi. Acestea afectează de obicei pielea, oasele și ficatul, dar pot apărea oriunde.
Neurosifilisul este o infecție care afectează sistemul nervos central. Acesta poate apărea devreme, fie asimptomatic, fie sub formă de meningităsifilitică sau târziu sub forma sifilisului meningovascular, pareză generală sautabes dorsalis asociat cu probleme de echilibru și dureri străpungătoare în extremități.Neurosifilisul tardiv apare de obicei la 4-25 de ani după infectarea inițială. Printre simptomele sifilisului meningovascular se numără apatia, atacurile de apoplexie și pareză generală cu demență și tabes dorsalis. Poate apărea și pupila Argyll Robertson, contracția bilaterală a pupilelor atunci când persoana își îndreaptă atenția asupra unor obiecte apropiate, dar nu și atunci când pupilele sunt expuse la lumină puternică.
Sifilisul cardiovascular apare de obicei la 10-30 ani după infectarea inițială. Cea mai des întâlnită complicație este aortita sifilitică care poate duce la anevrism.

### Tipul congenital
Sifilisul congenital poate apărea în timpul sarcinii sau al nașterii. Două treimi dintre nou-născuții sifilitici nu prezintă simptome la naștere. Printre simptomele care apar în primii ani de viață de numără:hepatosplenomegalia (70%), eczeme (70%), febră (40%), neurosifilis (20%) și pneumonită (20%).Fără tratament, 40% dintre cazuri evoluează la stadiul de  sifilis congenital tardiv prezentând simptome ca deformații de tipul nas în șa, semnul Higoumenakis, tibie în iatagan sau articulații Clutton.

## Cauze

### Bacteriologie

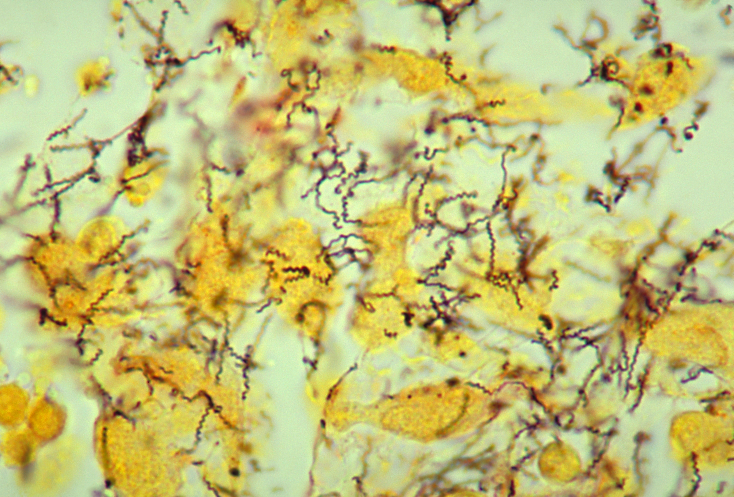
Histopatologia bacteriilor spirochete Treponema pallidum cu ajutorul impregnării argentice Steiner modificate

Treponema pallidum, subspecia pallidum, este o bacterie de formă spiralată, Gram-negativă, extrem de mobilă. Treponema pallidum este cauza a trei alte maladii la oameni: framboesia (subspecia pertenue), pinta (subspecia carateum) și bejel (subspeciaendemicum). Spre deosebire de subtipul pallidum, acestea nu duc la boli neurologice. Oamenii sunt singurul rezervor natural cunoscut al subspeciei pallidum. Aceasta nu poate supraviețui fără gazdă mai mult de câteva zile. Acest lucru se datorează faptului că genomul său mic (1,14 MDa) nu reușește să codeze căile metabolice necesare pentru a valorifica majoritatea macronutrienților. Timpul de dublare al acestuia este lent, peste 30  de ore.

### Transmiterea
Sifilisul se transmite în principal prin contact sexual sau de la mamă la făt în timpul sarcinii; bacteriile spirochete pot pătrunde prin membrane mucoase intacte sau țesuturi cutanate afectate. Astfel, sifilisul se poate transmite prin sărutarea zonei lezate precum și prin sex oral, anal și vaginal. Aproximativ 30-60% din persoanele expuse formelor primare sau secundare de sifilis se infectează. Rata infectării este exemplificată prin faptul că o persoană inoculată cu doar 57 de organisme prezintă o rată de infectare de 50%. Majoritatea cazurilor noi din Statele Unite (60%) sunt înregistrate la bărbații ce întrețin relații intime cu bărbați. Se poate transmite și prin produse de sânge. Totuși, acestea sunt testate și deci indicele de risc este mic. Riscul transmiterii prin reutilizarea seringilor pare limitat. Sifilisul nu se contractează prin utilizarea în comun a toaletelor, în activitățile zilnice, băi calde sau utilizarea în comun a tacâmurilor sau a hainelor.

## Diagnostic

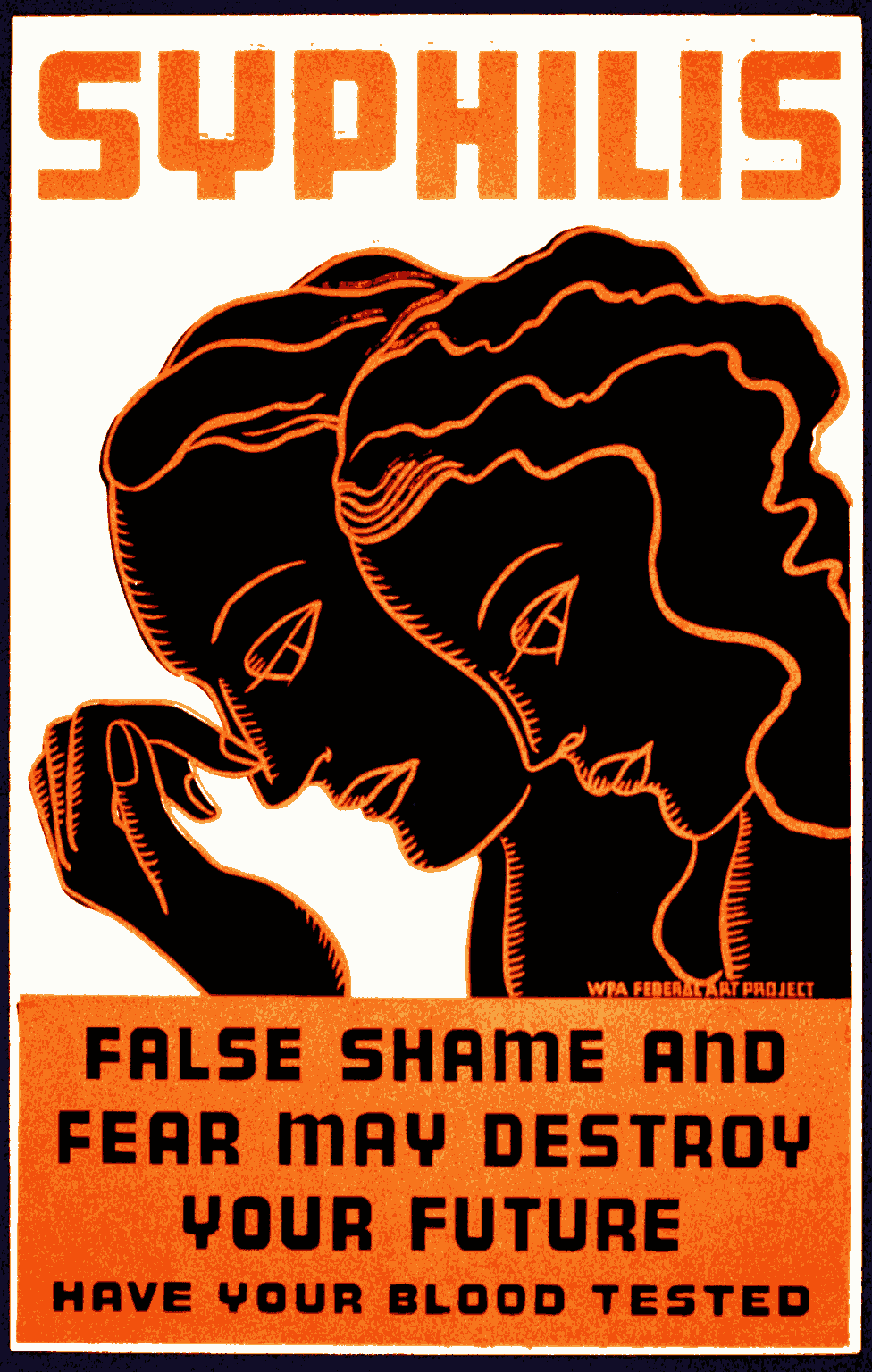
Afiș de promovare a testării pentru sifilis, prezentând un bărbat și o femeie care își înclină rușinați capul (circa 1936)

Sifilisul în stadiile sale incipiente se depistează clinic destul de greu. Infecția se confirmă fie prin teste serologice, fie prin testare directă la microscop. Testele serologice sunt cele mai comune datorită ușurinței cu care se realizează. Totuși, testele pentru diagnostic nu fac deosebirea între etapele bolii.

### Testele serologice
Testele serologice se împart în teste netreponemice și treponemice. Testele netreponemice sunt cele utilizate inițial și includ testele laboratorului de cercetare a bolilor venerice (VDRL) și rapid plasma reagin RPR. Totuși, întrucât aceste teste pot fi uneori fals pozitive, acestea trebuie confirmate prin teste treponemice ca aglutinarea particulelor treponemei paladium(TPHA) sau testul de absorbție a anticorpilor treponemici (FTA-Abs). Rezultatele fals pozitive ale testelor netreponemice pot fi rezultatul unor infecții virale ca varicela și pojarul precum și în cazurile cu limfom, tuberculoză, malarie, endocardită, boli ale țesutului conjunctiv și sarcină. Analiza anticorpilor treponemici este de obicei pozitivă la 2-5 săptămâni după infecția inițială. Neurosifilisul este identificat de obicei prin numărului crescut de leucocite (în mod predominantlimfocite) și nivelul înalt de proteine în lichidul cerebrospinal în zona infecției.

### Testarea directă
Pentru un diagnostic imediat se poate efectua analiza microscopică în câmp întunecat a serului extras din șancru. Totuși, nu toate spitalele au echipamentul necesar sau angajați cu experiență pentru analiza ce trebuie efectuată în decurs de 10 minute de la extracția lichidului. Sensibilitatea este raportată în aproape 80% din cazuri; astfel, acest test poate fi efectuat doar pentru confirmarea diagnosticului, nu și pentru infirmarea acestuia. Se pot realiza alte două examene ale lichidului din șancru: testul direct de depistare a anticorpilor și amplificarea acidului nucleic. Testul direct depistează anticorpii marcați cu fluoresceina ce se leagă de proteinele specifice sifilisului, în timp ce amplificarea acidului nucleic folosește tehnici ca reacția de polimerizare în lanț pentru detectarea existenței genelor specifice ale sifilisului. Aceste teste nu sunt la fel de dependente de timp, întrucât nu este necesară prezența bacteriilor vii pentru diagnosticare.

## Prevenție
Format:Până în prezent, nu exista încă un vaccin eficace pentru prevenție. Abstinența de la raporturile fizice intime cu o persoană infectată este eficace în reducerea transmiterii sifilisului, ca și utilizarea adecvată a prezervativului din latex. Totuși, utilizarea prezervativului nu elimină complet riscul. De aceea, Centrul de Control și Prevenție a Bolilor recomandă relațiile monogame, reciproce, pe termen lung, cu un partener neinfectat și evitarea substanțelor cum suntalcoolul etilic și medicamentele care pot stimula comportamentul sexual riscant.
Sifilisul congenital al nou-născutului poate fi prevenit prin triajul mamelor în primele luni de sarcină și tratarea celor infectate.  Grupul de acțiune pentru Serviciile de Prevenție din Statele Unite ale Americii (United States Preventive Services Task Force) (USPSTF) recomandă insistent triajul universal la toate femeile gravide, în timp ce Organizația Mondială a Sănătății recomandă ca toate femeile să fie testate la prima vizită prenatală și din nou în trimestrul al treilea. Dacă sunt pozitive, se recomandă de asemenea tratamentul partenerilor acestor femei. Cu toate acestea, sifilisul congenital este frecvent în țările în curs de dezvoltare, deoarece multe femei nu beneficiază deloc de asistență prenatală iar asistența prenatală de care beneficiază celelalte nu include triajul, și apare încă, ocazional, în țările dezvoltate, deoarece femeile care sunt cel mai expuse riscului de infecție (prin consumul de droguri etc.) au probabilitatea cea mai mică de a primi asistență în timpul sarcinii. Un număr de măsuri pentru a crește accesul la testări pare a fi eficace în reducerea ratelor de sifilis congenital în țările cu venit scăzut până la mediu.
Sifilisul este o boală care trebuie declarată în numeroase țări, incluzând Canada Uniunea Europeană și Statele Unite. Acest lucru înseamnă că personalul medical este obligat să informeze autoritățile de sănătate publică, care vor lua apoi măsurile necesare pentru notificarea partenerului persoanei respective. Medicii pot de asemenea să recomande pacientelor să le ceară partenerilor lor să solicite asistență medicală. CDC recomandă ca bărbații activi sexual care au raporturi sexuale cu alți bărbați să fie testați cel puțin o dată pe an.

## Tratament

### Infecții precoce
Tratamentul de elecție pentru sifilisul necomplicat rămâne o doză unică intramusculară de penicilină G sau o doză unică orală de azitromicină. Doxiciclina și tetraciclina reprezintă opțiuni terapeutice alternative; totuși, datorită riscului de apariție a unor defecte congenitale, acestea nu sunt recomandate la femeile gravide. Rezistența la antibiotice a apărut la un număr de medicamente, incluzând macrolide, clindamicină și rifampină. Ceftriaxona, un antibiotic din clasa cefalosporinelor de generația a treia, poate fi la fel de eficientă ca și tratamentul pe bază de penicilină.

### Infecții tardive
Pentru neurosifilis, din cauza penetrării scăzute a penicilinei G la nivelul sistemului nervos central, la persoanele afectate se recomandă administrarea unor doze mari de penicilină pe cale intravenoasă, timp de cel puțin 10 zile. Dacă o persoană este alergică, poate fi utilizată ceftriaxona sau se poate încerca desensibilizarea la penicilină.Alte forme de infecție tardivă pot fi tratate prin administrarea intramusculară de Penicilină G o dată pe săptămână, timp de trei săptămâni. În caz de alergie, ca și în caz de manifestare precoce a bolii, se pot utiliza doxiciclină sau tetraciclină, dar pe o durată mai lungă. Tratamentul în această fază limitează progresia ulterioară a bolii, dar are numai un efect redus asupra leziunilor deja apărute.

### Reacția Jarisch-Herxheimer
Una dintre reacțiile adverse potențiale ale tratamentului este reacția Jarisch-Herxheimer. Aceasta se produce de obicei în decurs de o oră și durează timp de 24 de ore, cu simptome de febră, dureri musculare, cefalee și tahicardie. Aceasta este provocată de citokine eliberate de către sistemul imunitar, ca răspuns la lipoproteinele eliberate prin ruptura bacteriilor care provoacă sifilisul.

## Epidemiologie
| no data <35 35-70 70-105 105-140 140-175 175-210 | 210-245 245-280 280-315 315-350 350-500 >500 |

Ratele de deces produs de sifilis ajustate după vârstă la 100000 de locuitori în 2004
no data
<35
35-70
70-105
105-140
140-175
175-210
210-245
245-280
280-315
315-350
350-500
>500

Se consideră că sifilisul a infectat 12 milioane de persoane în 1999, cu peste 90% din cazuri în lumea în curs de dezvoltare. Acesta afectează între 700.000 și 1,6  milioane de sarcini pe an, provocând avorturi spontane, nașterea de copii morți și sifilis congenital. În Africa Subsahariană, sifilisul contribuie la aproximativ 20% din decesele perinatales. Ratele sunt proporțional mai mari printre utilizatorii de droguri pe cale intravenoasă, cei infectați cu HIV și bărbații homosexuali. În Statele Unite, frecvența cazurilor de sifilis în 2007 era de șase ori mai mare la bărbați decât la femei, în timp ce frecvența a fost aproximativ egală în 1997. Afro-americanii au reprezentat aproximativ jumătate din toate cazurile apărute în anul 2010.
Sifilisul a fost foarte frecvent în Europa în secolele al XVIII-lea și al XIX-lea. În lumea dezvoltată, la începutul secolului al XX-lea, infecțiile au scăzut rapid după utilizarea pe scară largă a antibioticelor, până în anii 1980 și 1990. Începând cu anul 2000, frecvența cazurilor de sifilis a crescut în SUA, Canada, Marea Britanie, Australia și Europa, în principal în rândul bărbaților homosexuali. Totuși, frecvența cazurilor de sifilis printre femeile americane a rămas stabilă în acest interval de timp și frecvența cazurilor la femeile britanice a crescut, dar cu o rată inferioară celei observate la bărbați. Frecvențe crescute printre heterosexuali au apărut în China și Rusia încă din 1990. Acest lucru a fost atribuit practicilor sexuale nesigure, cum sunt promiscuitatea sexuală, prostituția și utilizarea din ce în ce mai scăzută a mijloacelor de protecție de barieră.
În lipsa tratamentului, mortalitatea este cuprinsă între 8% și 58%, cu o rată mai mare a decesului la bărbați. Simptomele de sifilis au devenit mai puțin severe pe parcursul secolelor al XIX-lea și al XX-lea, în parte din cauza disponibilității pe scară largă a tratamentului eficace și în parte din cauza virulenței scăzute a spirochetelor. În cazul tratamentului precoce rezultă puține complicații. Sifilisul crește riscul de transmitere a infecției cu HIV de două până la 5 ori iar infecția concomitentă este frecventă (30–60% în numeroase centre urbane).

## Istoric

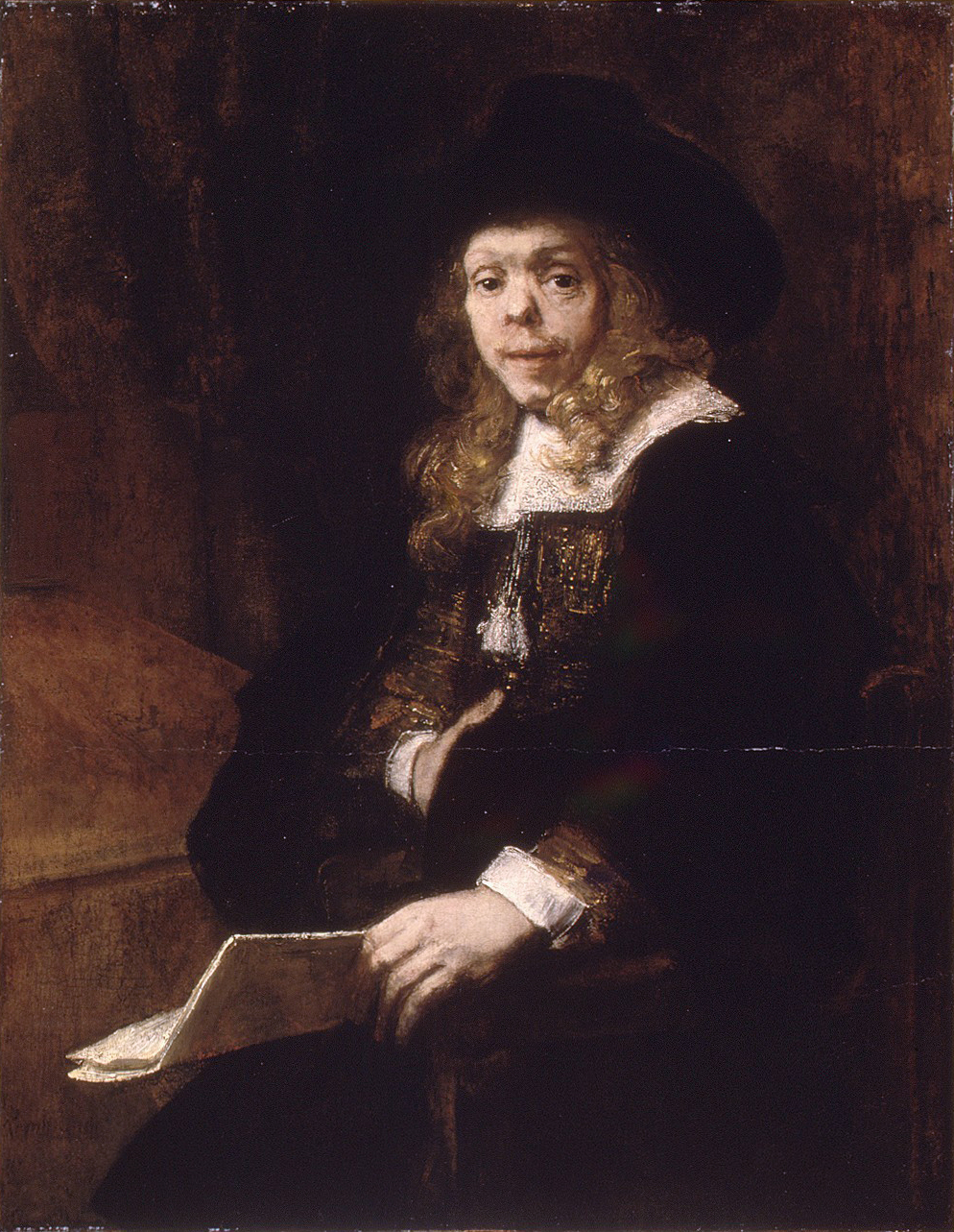
Portretul lui Gerard de Lairesse de Rembrandt van Rijn,circa 1665–67, pânză pe ulei - De Lairesse, el însuși pictor și teoretician al artei, a suferit de sifilis congenital care a dus la deformarea feței sale și în cele din urmă la orbire.

Originea exactă a sifilisului nu este cunoscută. Dintre cele două ipoteze principale, una afirmă că sifilisul a fost adus în Europa de către membrii de echipaj reveniți din călătoria lui Cristofor Columb în America, cealaltă ipoteză afirmă că sifilisul exista anterior în Europa, dar nu era cunoscut. Acestea au fost cunoscute ca ipotezele „columbiană”, respectiv „pre-columbiană”. Ipoteza columbiană este cel mai bine susținută de dovezile pe care le avem la dispoziție. Primele înregistrări scrise privind apariția sifilisului în Europa au apărut în 1494/1495 în Napoli, Italia, în timpul invaziei franceze. Datorită răspândirii sale odată cu revenirea trupelor franceze, acesta a fost inițial cunoscut sub numele de „boala franceză”, așa cum specificau referințele tradiționale. În 1530, denumirea de „sifilis” a fost utilizată pentru prima dată de către medicul și poetul italian Girolamo Fracastoro ca titlu al poemului său latin în hexametru dactilic, care descria ravagiile produse de această boală în Italia. Din punct de vedere istoric, sifilisul a fost de asemenea cunoscut sub numele de „vărsatul cel mare”.
Microorganismul care declanșează boala, Treponema pallidum, a fost identificat pentru prima dată de către Fritz Schaudinn și Erich Hoffmann în 1905. Primul tratament eficace (Salvarsan) a fost dezvoltat în 1910 de către Paul Ehrlich, urmat de studiile cu penicilină și confirmarea eficacității acesteia, în 1943. Înaintea apariției tratamentului eficace, mercurul și izolarea erau utilizate frecvent, și tratamentele erau deseori mai rele decât boala. Se presupune că multe personalități istorice, printre care Franz Schubert, Arthur Schopenhauer, Édouard Manet și Adolf Hitler, sufereau de această boală.

## Societate și cultură

### Artă și literatură

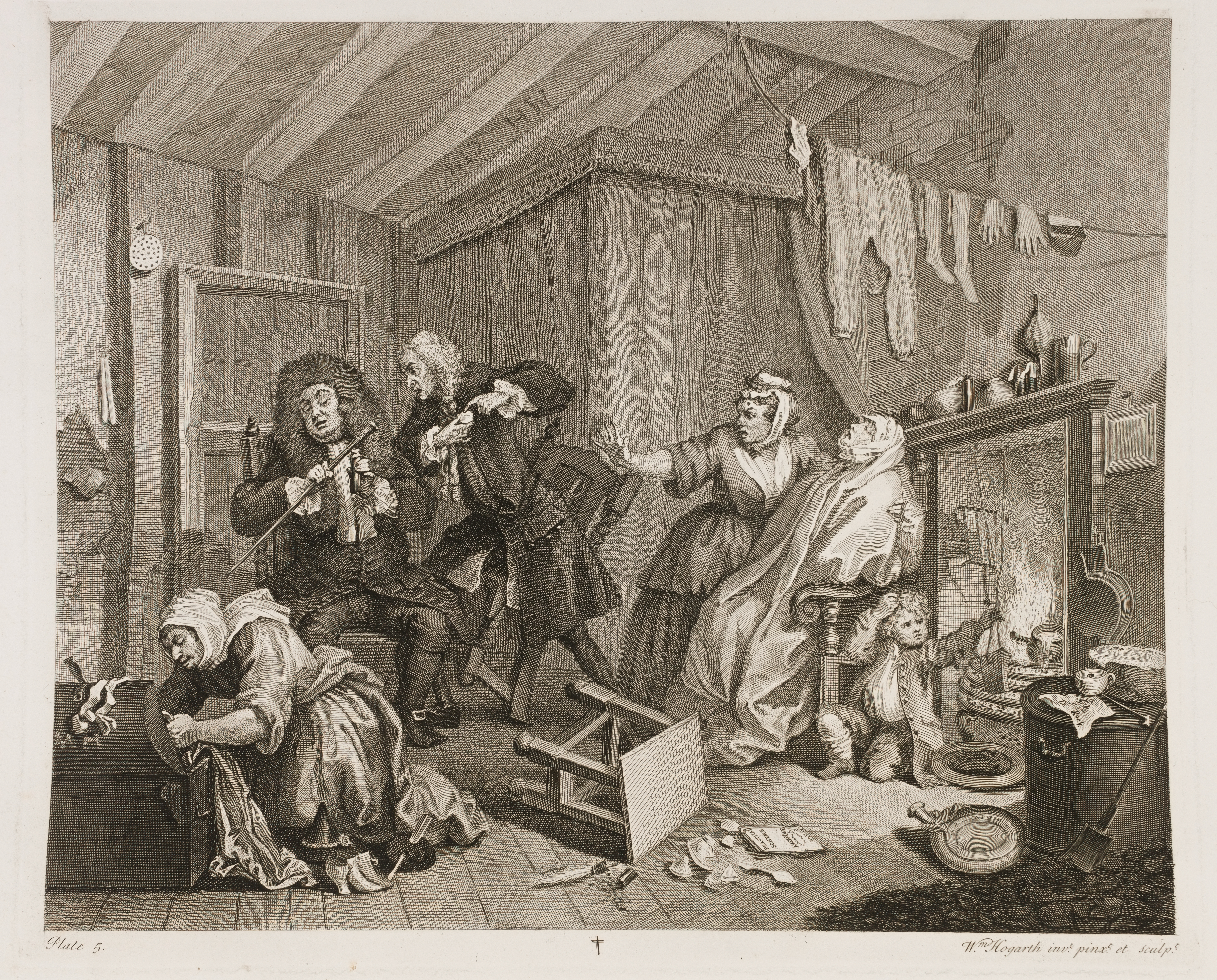
Moll moare de sifilis în seria de tablouri a lui Hogarth Cariera unei prostituate

Prima lucrare de artă europeană care înfățișează sifilisul este „Bărbat cu sifilis” de Albrecht Dürer, o gravură în lemn care pare să reprezinte un infanterist  mercenar nord-european (Landsknecht). Se consideră că mitul „femeii fatale” (femme fatale) sau al „femeilor-otravă” din secolul al XIX-lea este parțial derivat din efectul devastator al sifilisului,  un exemplu clasic din literatură fiind La Belle Dame sans Merci a lui John Keats.
Artistul Jan van der Straet a pictat o scenă în care unui bărbat bogat i se administrează tratament pentru sifilis, pe bază de lemn tropical guaiacum, în jurul anului 1580. Titlul lucrării este „Prepararea și utilizarea Guayaco pentru tratamentul sifilisului”. Artistul a ales să includă această imagine într-o serie de lucrări care celebrau Lumea Nouă, pentru a arăta cât de important era tratamentul sifilisului, chiar dacă ineficace, pentru elita europeană a acelor timpuri. Lucrarea bogată în culori și detalii prezintă patru servitori care prepară o poțiune sub supravegherea unui medic care ascunde ceva la spate, în timp ce nefericitul pacient își bea doctoria.

### Studiile Tuskegee și Guatemala
Unul dintre cele mai scandaloase cazuri de etică medicală discutabilă în SUA în secolul al XX-lea a foststudiul Tuskegee privind sifilisul. Studiul s-a desfășurat în  Tuskegee, Alabama și a fost organizat de Serviciul de sănătate publică al SUA (U.S. Public Health Service (PHS)) în asociere cu Institutul Tuskegee. Studiul a fost inițiat în 1932, când sifilisul reprezenta o problemă larg răspândită și nu exista un tratament sigur și eficace. Scopul studiului era de a determina evoluția sifilisului netratat. Până în 1947, penicilina fusese aprobată ca tratament eficace al sifilisului și a început să fie larg utilizată pentru tratamentul bolii. Cu toate acestea, directorii studiului au continuat studiul și nu au oferit participanților tratament cu penicilină. Acest lucru este dezbătut, și mai multe persoane au descoperit că penicilina a fost administrată multor subiecți. Studiul nu a luat sfârșit până în 1972.
Experimente privind sifilisul au fost de asemenea efectuate în Guatemala între 1946 și 1948. Acestea au fost experimente pe om sponsorizate de către Statele Unite, efectuate în timpul guvernării lui Juan José Arévalo în cooperare cu ministerul sănătății și autoritățile din Guatemala. Medicii au infectat soldații, prizonierii și pacienții cu afecțiuni psihice cu sifilis și alte boli cu transmitere sexuală, fără consimțământul informat al subiecților, și apoi i-au tratat cu antibiotice. În octombrie 2010, S.U.A. a cerut oficial scuze Guatemalei pentru efectuarea acestor experimente.